# Municipio de Steele (Carolina del Norte)
El municipio de Steele (en inglés: Steele Township) es un municipio ubicado en el  condado de Rowan en el estado estadounidense de Carolina del Norte. En el año 2010 tenía una población de 1.725 habitantes.

## Geografía
El municipio de Steele se encuentra ubicado en las coordenadas 35°41′33.5″N 80°37′55.23″O / 35.692639, -80.6320083.